# ویلی گیسی
ویلی گیسی (انگلیسی: Willy Gysi; ۹ ژانویهٔ ۱۹۱۸ – تاریخ ورودی نامعتبر است) بازیکن هندبال اهل سوئیس بود.